# Хане
Хане (от турски: дом, къща) е облагателна единица в Османската империя. Терминът се е използвал в османската данъчна практика за обозначаване на различни по обхват облагателни единици и се е прилагал както по отношение на немюсюлманското, така и по отношение на мюсюлманското население.

## Джизие хане
Джизие хането е облагателна единица за събиране на данъка джизие от немюсюлманите. През XV-XVII век джизие хането съответства най-често на семейство от мъж, жена и техните незадомени деца. С оглед на демографските изследвания джизие хането се приема средно като петчленно семейство, макар че в някои райони се е сътояло от две или повече малки семейства, обединени от родствени връзки, колективен труд и общ дом (задруга). Тъй като след 1690-1691 година данъкът джизие става поголовен, терминът загубва своето значение.

## Авариз хане
Авариз хането, според което се събирал данъкът авариз, обхваща най-често от 3 до 15 домакинства. По него били разхвърляни и други данъци от категорията на извънредните.